# 川崎村 (福島県)
川崎村（かわさきむら）は福島県西白河郡にかつて存在した村である。

## 地理
現在の泉崎村の北部に位置する。

## 歴史

### 村域の変遷
- 1889年（明治22年）4月1日 - 町村制施行により、太田川村・泉崎村・踏瀬村が合併し西白河郡川崎村が発足。
- 1954年（昭和29年）10月1日 - 川崎村は関平村と合併し泉崎村が発足。川崎村は消滅。

変遷表
| 1868年 以前 | 1868年 以前 | 明治9年  | 明治22年 4月1日 | 昭和29年 10月1日 | 現在   |
| ----------- | ----------- | -------- | --------------- | ---------------- | ------ |
|             | 太田川村    | 太田川村 | 川崎村          | 泉崎村           | 泉崎村 |
|             | 泉崎村      |          | 川崎村          | 泉崎村           | 泉崎村 |
|             | 踏瀬村      | 踏瀬村   | 川崎村          | 泉崎村           | 泉崎村 |
|             | 十軒新田村  | 踏瀬村   | 川崎村          | 泉崎村           | 泉崎村 |
|             | 踏瀬新田村  | 踏瀬村   | 川崎村          | 泉崎村           | 泉崎村 |

## 大字
- 太田川（おおたがわ）
- 泉崎（いずみざき）
- 踏瀬（ふませ）

## 人口・世帯

### 人口
総数 [単位： 人]
| 1891年（明治24年） | 1,827 |
| 1920年（大正 9年） | 2,396 |
| 1947年（昭和22年） | 3,770 |

### 世帯
総数 [単位： 世帯]
| 1920年（大正 9年） | 453 |
| 1947年（昭和22年） | 634 |

## 交通（廃止直前）

### 鉄道
- 日本国有鉄道（ → 東日本旅客鉄道）
  - ■東北本線
    - 泉崎駅

### 道路
- 一級国道
  - 国道4号